# Barse
Barse – rzeka we Francji, przepływająca przez teren departamentu Aube, o długości 50,1 km. Stanowi prawy dopływ rzeki Sekwany.